# Bedard Aspen Park
Bedard Aspen Park är en park i Kanada.   Den ligger i provinsen British Columbia, i den södra delen av landet, 3 400 km väster om huvudstaden Ottawa. Bedard Aspen Park ligger 1 498 meter över havet.
Terrängen runt Bedard Aspen Park är huvudsakligen kuperad, men österut är den bergig. Trakten runt Bedard Aspen Park är nära nog obefolkad, med mindre än två invånare per kvadratkilometer.. Närmaste större samhälle är Ashcroft, 18,6 km öster om Bedard Aspen Park.
I omgivningarna runt Bedard Aspen Park växer i huvudsak barrskog.